# Nagygereblyés
Nagygereblyés (1899-ig Orosz-Hrabócz, szlovákul: Ruský Hrabovec) község Szlovákiában, a Kassai kerület Szobránci járásában.

## Fekvése
Szobránctól 18 km-re északkeletre, az ukrán határ mellett fekszik.

## Története
1567-ben említik először, amikor a vlach jog alapján ruszinokkal telepítették be. A közepes nagyságú települések közé tartozott.
A 18. század végén Vályi András így ír róla: „Orosz Hrabócz. Orosz falu Zemplén Várm. földes Ura B. Vécsey Uraság, lakosai leg inkább ó hitűek, fekszik nap kel. Orosz Bisztrához 1, nap ny. Dubrova Sumgoczeczel öszve kaptsoltt helységekhez 1/2 órányira, határja két nyomásbéli, hegyes, követses, sovány, a’ földgye többnyire zabot terem; középszerűen árpát, kölest, tatárkát, és krompélyt, erdője elég van, piatzok Ungváron, és Homonnán.”
Fényes Elek 1851-ben kiadott geográfiai szótárában így ír a faluról: „Orosz-Hrabocz, orosz falu, Zemplén vmegyében, Szinna fil. 503 g. kath., 17 zsidó lak., g. kath. paroch. templommal, 515 hold szántófölddel, hegyes határral. F. u. b. Vécsey. Ut. p. Homonna (fiók).”
Borovszky Samu monográfiasorozatának Zemplén vármegyét tárgyaló része szerint: „Nagygereblyés, azelőtt Oroszhrabócz. Ung vármegye határán fekvő ruthén kisközség, 84 házzal s 736, nagyobbára gör. kath. vallású lakossal. Postája Ublya, távírója és vasúti állomása Kisberezna. Hagyomány szerint hajdan a község a Szteski nevű dűlő helyén állott s a neve Stezsna volt. Állítólag a tatárjáráskor pusztult el. Újabb nyomait csak 1588-ban találjuk, a mikor a Malikóczy Gábor és Miklós birtoka. 1714-ben Klobusitzky István volt a földesura, később azután a Tomsics család, majd az Isépyek bírták s most özv. Isépy Tamásnénak van itt nagyobb birtoka. Itt is pusztított 1663-ban a pestis. Az itteni gőzfűrész egy bécsi czég tulajdona. Gör. kath. temploma 1836-ban épült.”
A trianoni diktátumig Zemplén vármegye Szinnai járásához tartozott, majd az újonnan létrehozott csehszlovák államhoz csatolták. 1939 és 1945 között ismét Magyarország része.

## Népessége
| Év:            | 1994. | 2004.   | 2014.    | 2024.    |
| -------------- | ----- | ------- | -------- | -------- |
| Emberek száma: | 373   | 362     | 318      | 277      |
| Eltérés:       |       | -2,94 % | -12,15 % | -12,89 % |

| Év:            | 2023. | 2024.   |
| -------------- | ----- | ------- |
| Emberek száma: | 284   | 277     |
| Eltérés:       |       | -2,46 % |

1910-ben 715-en, többségében ruszin anyanyelvű lakosa volt, jelentős magyar kisebbséggel.
2001-ben 385 lakosa volt.
2011-ben 327 lakosából 196 szlovák és 110 ruszin volt.

## Nevezetességei
- Görögkatolikus temploma 1838-ban épült.